# El Carmen, Chocó
El Carmen är en ort i Colombia.   Den ligger i departementet Chocó, i den centrala delen av landet, 190 km nordväst om huvudstaden Bogotá. El Carmen ligger 1 254 meter över havet och antalet invånare är 2 258.
Terrängen runt El Carmen är bergig åt sydväst, men åt nordost är den kuperad. Terrängen runt El Carmen sluttar österut. Runt El Carmen är det ganska glesbefolkat, med 39 invånare per kvadratkilometer. Närmaste större samhälle är Cocorná, 19,0 km norr om El Carmen. I omgivningarna runt El Carmen växer i huvudsak städsegrön lövskog.